# Pfarrkirche Altenberg bei Linz

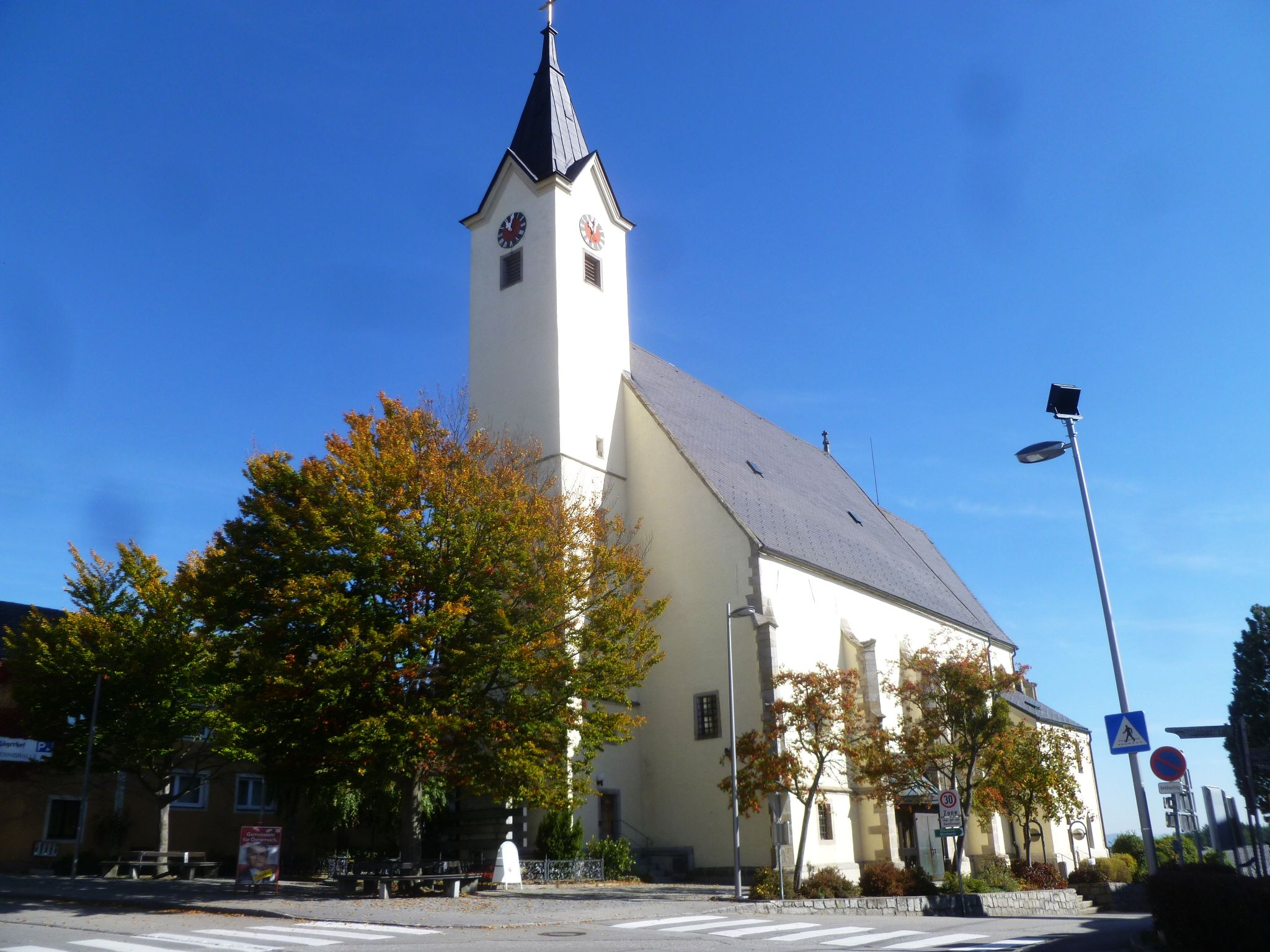
Kath. Pfarrkirche hl. Elisabeth in Altenberg bei Linz

Die römisch-katholische Pfarrkirche Altenberg bei Linz ist der heiligen Elisabeth geweiht. Ihr Standort, die Marktgemeinde Altenberg bei Linz, befindet sich im oberösterreichischen Bezirk Urfahr-Umgebung. Sie gehört zum Dekanat Gallneukirchen in der Diözese Linz und steht unter Denkmalschutz.

## Geschichte
Eine Kirche wurde 1248 urkundlich genannt. Nach einem Brand im Jahr 1743 wurde das Langhaus neu gewölbt.
Am 29. Juli 1775 wurde Altenberg zur Expositur der Pfarre Gallneukirchen erhoben. Am 7. September 1777 trat der Priester Johann Schödl seinen Posten als erster Expositus in Altenberg an, womit auch die örtlichen Eintragungen im Tauf-, Trauungs- und Sterbebuch beginnen. Am 1. Januar 1848 wurde Altenberg zur selbständigen Pfarre erhoben.

## Architektur
An die spätgotische dreischiffige vierjochige Hallenkirche mit Gratgewölben schließt ein dreijochiger netzrippengewölbter Chor mit überraschender Raumweite mit einem Dreiachtelschluss an. Die Kirche ist außen mit 1506 I. V. bezeichnet. Die dreiachsige Westempore hat ein Kreuzgewölbe. Der Westturm trägt einen neuen Spitzhelm. Das spätgotische Nord- und Südportal sind reich gestaltet. Das Sakristeiportal hat eine spätgotische Rahmung und die Tür einen gotischen Beschlag. Die Strebepfeiler sind fein durchgebildet. Die Langhausdienste haben Knospenkapitelle.

## Ausstattung
Die Einrichtung ist neu.
Das Weihwasserbecken ist ein Lavabo aus 1632.